# Савенков Андрій Сергійович
Андрій Сергійович Савенков (нар. 12 грудня 1996, с. Броварки, Полтавська область, Україна) — український футболіст, лівий захисник «Полтави».

## Життєпис
Народився в селі Броварки Полтавської області. Вихованець полтавської «Молоді», у футболці якої виступав у ДЮФЛУ. Взимку 2014 року перейшов до «Карлівки». На професійному рівні дебютував 6 травня 2014 року в програному (0:5) виїзному поєдинку 32-го туру Другої ліги України проти «Гірника-Спорту». У травні-червні 2014 року виходив на поле в 4-х матчах Другої ліги чемпіонату України. Потім виступав у чемпіонаті Полтавської області за «Чайку» (Дейкалівка), «Рокиту» та КЛФ (Полтава).
У 2020 році перебрався в СК «Полтава», яка на той час виступала в обласному чемпіонаті. Наступного року грав за команду вже в аматорському чемпіонаті України. На професіональному рівні дебютував за полтавчан 25 липня 2021 року в переможному (3:0) домашньому поєдинку 3-го туру групи Б Другої ліги України проти «Сум». Андрій вийшов на поле в стартовому складі та відіграв увесь матч, а на 53-й хвилині відзначився першим голом у дорослому футболі. У сезоні 2021/22 років зіграв 19 матчів (2 голи) в Другій лізі України та 1 поєдинок у кубку України. Наступні три сезони відіграв з полтавчанами у Першій лізі. В еліті українського футболу дебютував 1 серпня 2025 року в програному (1:2) виїзному поєдинку 1-го туру проти львівського «Руху». Савенков вийшов на поле на 85-й хвилині замість Володимира Одарюка.